# 徐禹錫
徐 禹錫（ソ・ウソク、朝鮮語: 서우석、1889年11月12日または12月6日 - 1966年）は、日本統治時代の朝鮮、満洲および大韓民国の実業家、教員、政治家。制憲韓国国会議員。
号は夢撨（モンチョ、몽초）。

## 経歴
全羅南道光州（現・光州広域市）または谷城出身。京畿工業伝習所応用化学科を経て、朴賛翊と共に西間島へ渡満し、私立敦校教員を務めた後、帰国し中央大学専門部法学部卒。抱川郡青城第七学校教員を務めた後、吉林省延吉府和龍県にイムソン学校を設立し、東興学校校長を務めた。以後講演家、朝鮮民立大学期成会光州地方部創立総会執行委員、新幹会光州支部会員、在満同胞擁護同盟準備委員、光州商民大会執行委員、湖南銀行本店嘱託、海南興産株式会社支配人、煉瓦製造工場経営者、韓国建国準備委員会光州府委員会委員・副委員長、韓国民主党光州支部総務、大韓独立促成国民会光州支部副委員長、光州国民協同組合理事長、南朝鮮過渡立法議員、制憲国会議員、国会法制司法委員・麗順事件調査収拾対策委員、弾劾裁判官正裁判官を歴任した。国会議員引退後は副役者審査委員、金性洙国民葬委員会委員、民主党創党準備委員会委員・監察委員・顧問を務めた。

## 活動
1948年の大統領選挙で、徐載弼がアメリカ国籍を持つため、立候補の資格がないと主張し、彼が得た1票を無効票として処理させた。
反民族行為処罰法の制定と反民族行為特別委員会特別裁判部の設置が違憲だと主張して反対した。その後、同法の改正案の発議を主導して通過させた。
1950年1月、内閣責任制への改憲案に同意した。同年4月、趙炳玉を国務総理に推薦する連署に参加した。

## エピソード
制憲国会での議政発言回数は360回で、趙憲泳に次いで多かった。
国会議員在任中に尹錫亀が親日派だと主張して反民特委に調査させたが、調査結果は事実無根だった。その後徐は資料の提供を認めたが、その資料を信じたのは委員会の責任だと言い放した。